# Anoplodactylus spurius
Anoplodactylus spurius är en havsspindelart som beskrevs av Stock, J.H. 1992. Anoplodactylus spurius ingår i släktet Anoplodactylus och familjen Phoxichilidiidae. Inga underarter finns listade i Catalogue of Life.